# Indicatorfunctie

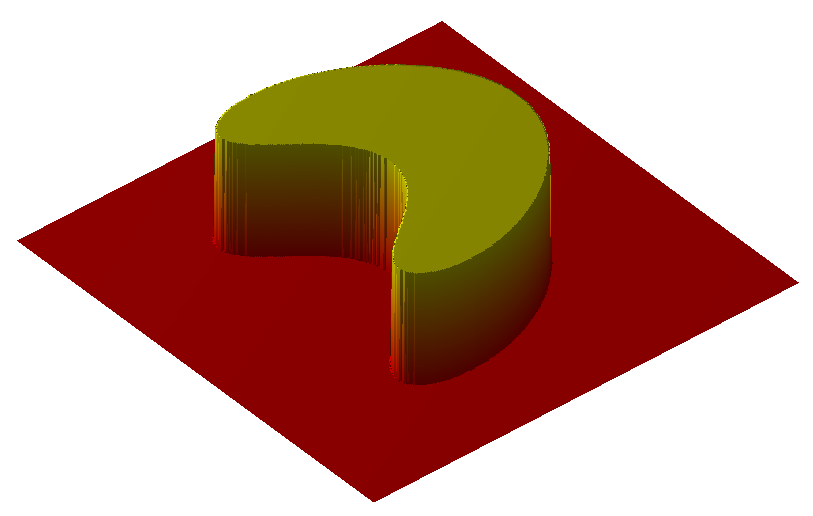
1
0 Grafiek van de indicatorfunctie van een tweedimensionale deelverzameling van een vierkant

In de verzamelingenleer, een deelgebied van de wiskunde, is de indicatorfunctie van een deelverzameling, een functie die aangeeft welke elementen tot de deelverzameling behoren en welke niet. In plaats van indicatorfunctie komt ook karakteristieke functie voor, maar dat heeft ook andere betekenissen.

## Definitie
Zij {\displaystyle A} een verzameling en {\displaystyle D} een deelverzameling van {\displaystyle A}. De indicatorfunctie van {\displaystyle D} is de functie {\displaystyle 1_{D}:A\to \{0,1\}} gedefinieerd door:
{\displaystyle 1_{D}(x)={\begin{cases}1&{\mbox{als  }}x\in D,\\\\0&{\mbox{als  }}x\notin D.\end{cases}}}
die dus de elementen van {\displaystyle D} op het getal 1 afbeeldt, en de elementen van het complement van {\displaystyle D} op het getal 0. {\displaystyle A} is hier de universele verzameling van de gedefinieerde indicatorfunctie {\displaystyle 1_{D}}.

## Eigenschappen
Zij {\displaystyle A} een verzameling en {\displaystyle D} en {\displaystyle E} twee deelverzamelingen van {\displaystyle A}.
- {\displaystyle \mathbf {1} _{D\cap E}=\min\{\mathbf {1} _{D},\mathbf {1} _{E}\}=\mathbf {1} _{D}\cdot \mathbf {1} _{E}}
- {\displaystyle \mathbf {1} _{D\cup E}=\max\{{\mathbf {1} _{D},\mathbf {1} _{E}}\}=\mathbf {1} _{D}+\mathbf {1} _{E}-\mathbf {1} _{D}\cdot \mathbf {1} _{E}}
- {\displaystyle \mathbf {1} _{D^{\complement }}=1-\mathbf {1} _{D}}

## Voorbeelden
- Zij {\displaystyle A=\{1,2,3\}} en {\displaystyle D=\{1,2\}}, dan is de indicatorfunctie van {\displaystyle D} bepaald door {\displaystyle D(1)=1,\ D(2)=1} en {\displaystyle D(3)=0}.

- De indicatorfunctie van {\displaystyle A} zelf is voor alle elementen van {\displaystyle A} gelijk aan 1.

- De indicatorfunctie van de lege verzameling als deelverzameling van de verzameling {\displaystyle A} is overal 0.

- De indicatorfunctie van het singleton {0} als deelverzameling van de reële getallen is de kroneckerdelta {\displaystyle I_{\{0\}}(x)=\delta _{x0}}.

## Gebruik
Er is een bijectie tussen de machtsverzameling van {\displaystyle A} en de verzameling van alle functies van {\displaystyle A} naar {\displaystyle \{0,1\}}, door de indicatorfunctie op iedere deelverzameling van {\displaystyle A} toe te passen. In het algemeen wordt de verzameling van alle functies tussen twee gegeven verzamelingen {\displaystyle A} en {\displaystyle B} genoteerd als {\displaystyle B^{A}}. Dit verklaart waarom de machtsverzameling van {\displaystyle A} vaak als {\displaystyle 2^{A}} genoteerd wordt, als we de verzameling {\displaystyle \{0,1\}} met het symbool 2 aan te duiden.
Indicatorfuncties vormen een brug om stellingen over reëelwaardige functies op verzamelingen toe te passen. In de maattheorie wordt vaak het omgekeerde toegepast: men bewijst een tamelijk eenvoudige stelling over de maat van een deelverzameling en formuleert daarna een algemene stelling over de integraal van een meetbare functie. Als tussenstap wordt vaak de integraal van een enkelvoudige functie beschouwd, een eindige lineaire combinatie van indicatorfuncties.